# Leptoclinides seminudus
Leptoclinides seminudus är en sjöpungsart som beskrevs av Kott 200. Leptoclinides seminudus ingår i släktet Leptoclinides och familjen Didemnidae. Inga underarter finns listade i Catalogue of Life.